# Парламентские выборы в Испании (1879)
Парламентские выборы в Испании 1879 года прошли 20 апреля. Явка составила приблизительно 73,92 % от общего числа зарегистрированных избирателей.
Председателем Конгресса 22 января 1880 года вместо Аделардо Лопеса де Аяла (Либерально-консервативная партия) был избран другой консерватор — Франсиско де Паула Кейпо де Льяно, граф де Торено. Председателем Сената остался консерватор Мануэль Гарсия Барсанальяна.

## Предыстория
28 декабря 1878 года был изменено законодательство о выборах, с целью вернуться к так называемому цензусному избирательному праву. В результате число избирателей в Испании сократилось в 4,3 раза, с 3,8 млн до примерно 880 000 человек. 7 марта 1879 года новым председателем правительства вместо Антонио Кановаса дель Кастильо стал генерал Арсенио Мартинес де Кампос, что стало предлогом для роспуска парламента и назначения досрочных выборов. Указ о роспуске Конгресса депутатов король Альфонсо XII подписал 10 марта.

## Результаты
20 апреля было избрано 392 члена Конгресса в самой Испании, 15 депутатов в Пуэрто-Рико (все представляли Безусловную партию, де-факто филиал Либерально-консервативной партии на острове) и 24 на Кубе (5 автономистов и 19 от Конституционного союза, из них 14 консерваторов, четыре либерала и один прогрессист).
Победу на выборах одержала Либерально-консервативная партия во главе с Кановасом дель Кастильо. Считая близких по идеологии депутатов от Умеренной партии, а также независимых парламентариев из числа консерваторов-форалистов из Страны Басков, консерваторы смогли получить 304 места в Конгрессе депутатов (77,55 %). Главные оппоненты Кановаса дель Кастильо, либералы из Конституционной партии, вместе с союзниками из числа демократов, прогрессивных демократов и «Парламентского центра», смогли завоевать 78 мест (19,90 %).
Итоги выборов в Конгресс депутатов Испании 20 апреля 1879 года
| Партии и коалиции                                            | Партии и коалиции                   | Партии и коалиции                       | Партии и коалиции                     | Лидер                         | Голоса   | Голоса | Голоса | Места  | Места  |
| Партии и коалиции                                            | Партии и коалиции                   | Партии и коалиции                       | Партии и коалиции                     | Лидер                         | #        | %      | +/−    | Места  | +/−    |
| ------------------------------------------------------------ | ----------------------------------- | --------------------------------------- | ------------------------------------- | ----------------------------- | -------- | ------ | ------ | ------ | ------ |
|                                                              |                                     | Либерально-консервативная партия        | исп. Partido Liberal-Conservador, PLC | Антонио Кановас дель Кастильо |          |        |        | 295    | ▼22    |
|                                                              | Умеренная партия                    | исп. Partido Moderado, PM               | Алехандро Пидаль и Мон                |                               |          |        | 9      | ▼3     |        |
| Все консерваторы                                             | Все консерваторы                    | Все консерваторы                        | Все консерваторы                      | Все консерваторы              |          |        |        | 304    | ▼25    |
|                                                              |                                     | Конституционная партия                  | исп. Partido Constitucional, PC       | Пракседес Матео Сагаста       |          |        |        | 64     | ▲16    |
|                                                              | Прогрессивно-демократическая партия | исп. Partido Progresista Demócrata, PPD | Кристино Мартос                       |                               |          |        | 8      | ▲3     |        |
|                                                              | Демократическая партия              | исп. Partido Democrático, PD            | Эмилио Кастелар                       |                               |          |        | 6      | ▲5     |        |
| Все либералы                                                 | Все либералы                        | Все либералы                            | Все либералы                          | Все либералы                  |          |        |        | 78     | ▲29    |
|                                                              | Независимые ультра-умеренные        | Независимые ультра-умеренные            | исп. Ultramoderados independientes    | Рамон де Альтарриба           |          |        |        | 2      | ▲2     |
|                                                              | Баскский союз                       | Баскский союз                           | исп. Unión Vasca, UV                  | Фидель Сагарминага            |          |        |        | 1      | ▲1     |
|                                                              | Независимые                         | Независимые                             | Независимые                           | Независимые                   |          |        |        | 4      | ▼3     |
|                                                              | Вакантные                           | Вакантные                               | Вакантные                             | Вакантные                     |          |        |        | 3      | ▲3     |
|                                                              | Другие                              | Другие                                  | Другие                                | Другие                        |          |        |        | 0      | ▬0     |
|                                                              |                                     |                                         |                                       |                               |          |        |        |        |        |
| Всего                                                        | Всего                               | Всего                                   | Всего                                 | Всего                         | ~652 000 | 100,00 |        | 392    | ▲1     |
| Зарегистрировано/Явка                                        | Зарегистрировано/Явка               | Зарегистрировано/Явка                   | Зарегистрировано/Явка                 | Зарегистрировано/Явка         | ~881 987 | 73,92  | ▲15,02 | ▲15,02 | ▲15,02 |
|                                                              |                                     |                                         |                                       |                               |          |        |        |        |        |
| Источник: - Historia Electoral - Spain Historical Statistics |                                     |                                         |                                       |                               |          |        |        |        |        |

1. ↑  Вместе с двумя депутатами от консерваторов-форалистов из Страны Басков
2. ↑  Вместе с депутатами от «Парламентского центра»
3. ↑  Ранее Радикально-демократическая партия
4. ↑  Один депутат от независимых карлистов и один от католиков-форалистов из Страны Басков

## Результаты по регионам
Несмотря на несколько ухудшившийся результат выборов, либералы-консерваторы заняли первое место по количеству избранных депутатов почти во всех провинциях, кроме Гипускоа (Страна Басков), где победили карлисты и католики. Смогли они усилить свои позиции и в четырёх крупнейших городов страны. Так, в Севильи консерваторы вновь одержали безоговорочную победу получив все 4 мандата от этого города. В Валенсии Либерально-консервативная партия выступила несколько хуже, уступив один мандат из трёх демократам. В Мадриде консерваторы сохранили свои позиции, взяв 6 мандатов из 8, оставшиеся два поделили между собой конституционалисты и прогрессисты. А вот Барселона в этот раз проголосовала за консерваторов, которые смогли завоевать три из пяти мандатов, конституционалистам на этот раз достался только один мандат, ещё один, как и на прошлых выборах получил демократ.